# 2022年6月

## 6月1日
- 中国上海市正式解除因应2019冠状病毒病疫情实施的封控措施。[1]
- 巴西东北部伯南布哥州因强降雨造成的泥石流和洪灾已造成106死亡、10人失踪，超过6000人流离失所[2]。
- 四川雅安市接连发生两场地震，已造成4人死亡，41人受伤。[3]。
- 美国俄克拉荷马州塔尔萨沃伦诊所发生枪击案，4人死亡，死者包括枪手。[4]
- 美国费尔法克斯县巡回法院对约翰尼·德普诉艾梅柏·希尔德案作出判决，裁定希尔德诽谤前夫德普家暴，须赔偿1500万美元[5]。
- 丹麥針對是否退出歐洲聯盟共同安全與防務政策舉行公民投票，並有近67%贊成票同意加入[6]。
- 歐盟執行委員會認定克羅埃西亞符合歐元區的標準，將在2023年1月1日以歐元取代克羅埃西亞庫納[7]。
- 聯合國正式將土耳其向其註冊的國家名稱由「Turkey」更改為「Türkiye」[8]。
- 阿根廷國家足球隊以3比0擊敗，贏得[9]。

## 6月2日
- 英國與大英國協國家舉行紀念英國女王伊莉莎白二世登基70週年的白金禧紀念活動[10]。

## 6月3日
- 香港警方封闭了维园六四烛光晚会的举办地维多利亚公园，禁止民众私自进入悼念六四事件死难者[11]。

## 6月4日
- 中国国铁D2809次旅客列车因遭遇泥石流而脱线，司机伤重不治，另有多人受伤。[12]
- 波兰网球选手伊加·斯维亚特克拿下2022年法国网球公开赛女单冠军，追平了美国选手维纳斯·威廉姆斯公开赛35连胜的世纪纪录。[13]
- 孟加拉南部吉大港專區希塔昆達附近一座貨櫃倉庫發生火災，造成至少49人死亡和450多人受傷[14]。

## 6月5日
- 中国神舟十四号载人飞船发射。[15][16]
- 拉斐爾·納達爾在2022年法國網球公開賽贏得男子單打冠軍[17]。
- 尼日利亚西南部翁多州一教堂遭遇不明身份武装分子袭击，造成至少50人死亡，数十人受伤。[18][19]。

## 6月6日
- 日本科學團隊在隼鳥2號從小行星龍宮帶回的樣本中發現胺基酸，也是首次在地球外確認胺基酸的存在[20]。
- 由派对门事件引发的英国首相鲍里斯·约翰逊倒阁投票以211票反对、148票支持不获通过[21]。
- 乌克兰马里乌波尔当局表示市内可能已经出现霍乱疫情（英语：2022 Mariupol cholera outbreak）[22]。
- 哈薩克通過有關《哈薩克憲法》修正案的憲法公投，廢除努爾蘇丹·納扎爾巴耶夫的「國家領袖」頭銜[23]。
- 因涉及越亚技术股份公司腐败丑闻，越南卫生部部长阮青龙和河内市人民委员会主席、原科技部部长朱玉英被开除党籍[24]，次日阮青龙、朱玉英和原科技部副部长范功榨被开除公职并被相关部门起诉[25]。

## 6月7日
- 由中国扩建的柬埔寨云壤海军基地正式动工[26]。
- 欧洲委员会宣布在2024年前将欧盟所有手机、平板电脑和相机的通用充电端口定位Type-C[27]。

## 6月8日
- 美国海军陆战队的一架MV-22旋翼机在加州因皮里尔县格拉米斯附近坠毁[28]。
- 德国柏林陶恩齐恩大街步行区发生汽车冲撞事件，造成1人死亡，大约30人受伤[29]。

## 6月9日
- 一架歼-7在训练中坠毁后坠入湖北襄阳一机场附近的民房内，导致1人遇难，2人受伤，飞行员跳伞成功[30]。
- 韩国大邱一座律师楼发生纵火案，至少造成7人死亡，46人受伤[31]。
- 中国大陆普通高等学校招生全国统一考试结束，部分考生反应数学考试题目“难出天际”，引发争议。[32][33]
- 泰国政府将大麻和火麻移出管制药品清单，允许民众进行药用及种植[34]。

## 6月10日
- 玻利維亞法院裁定前總統珍妮·艾尼茲涉嫌策劃政變推翻埃沃·莫拉萊斯有罪，並判處10年有期徒刑[35]。
- 橫跨黑龍江的黑河－布拉戈維申斯克界河公路大橋正式開通，為中國與俄羅斯首條跨越邊境的公路橋梁[36]。
- 河北省唐山市发生暴力攻擊事件，引发巨大争议。部分嫌疑人逃跑被警方抓获，案件由廊坊市警方侦办。[37]。

## 6月11日
- 加拿大與丹麥政府就努納福特和格陵蘭之間的漢斯島達成平分協議，結束50年來的領土爭議[38]。

## 6月12日
- 2022年法國立法選舉举行[39]。根据第一轮投票的出口民调，让-吕克·梅朗雄率领的左翼政党联盟生态和社会人民新联盟以微弱优势超过总统马克龙的公民集合（英语：Ensemble Citoyens）联盟[40]。
- 麦当劳在俄分店由继任的俄属快餐品牌就是这么好吃重新开业[41]。

## 6月13日
- 聯合國人權事務高級專員蜜雪兒·巴舍萊在聯合國人權理事會會議上宣布將不再尋求連任[42]。

## 6月15日
- 台灣新竹市東大路的一家輪胎行，於當地時間晚間10時多，發生大火事件，造成8人死亡，皆為同一家庭成員。[43]
- 日本參議院通過規範日本成人影片拍攝的「AV新法」（日語：性をめぐる個人の尊厳が重んぜられる社会の形成に資するために性行為映像制作物への出演に係る被害の防止を図り及び出演者の救済に資するための出演契約等に関する特則等に関する法律案），該法案隨即成立[44]。

## 6月16日
- 和若铁路通车运营，其与格库铁路、南疆铁路共同构成环绕塔克拉玛干沙漠的铁路环线，成为世界首条沙漠铁路环线。[45]
- 微软宣布不再更新Internet Explorer，并停止对该浏览器各项服务的支持。[46]
- 美国参议院外交委员会主席、民主黨籍参议员羅伯特·曼南德茲和參院預算委員會共和黨首席議員林賽·格雷厄姆共同提出台灣政策法。

## 6月17日
- 金州勇士在2022年NBA总决赛以4-2击败波士顿凯尔特人夺冠，斯蒂芬·库里当选总决赛最有价值球员。[47]
- 福建号航空母舰下水命名仪式在中国船舶集团有限公司江南造船厂举行，该航空母舰是中华人民共和国第三艘、国产第二艘航空母舰。[48]
- 英國內政大臣普莉提·巴特爾批准將維基解密創辦人朱利安·亞桑傑引渡至美國，接受刑事控訴[49]。
- 國際足協宣佈2026年國際足總世界盃將由加拿大、美國和墨西哥境內的16個城市共同舉辦[50]。
- 受到俄羅斯入侵烏克蘭影響，歐洲廣播聯盟宣布先前贏得冠軍的烏克蘭將無法依照慣例主辦2023年歐洲歌唱大賽[51]。

## 6月19日
- 中国词作家乔羽在北京去世，享年95岁[52]。
- 古斯塔沃·佩特罗在2022年哥伦比亚总统选举中当选新一任哥伦比亚总统[53]。
- 國際泳聯大會投票通過新規定：禁止12歲後才開始變性的跨性別女性（男身女心）運動員參加女子游泳賽事[54]。

## 6月20日
- 印度東北部阿薩姆邦和孟加拉等地因為連日暴雨引發洪災，造成至少116人死亡和逾900萬人受災[55]。
- 比利時政府正式將遭秘密處死的首任剛果共和國總理帕特里斯·盧蒙巴唯一遺骸歸還給家屬[56]。

## 6月21日
- 韩国在罗老宇航中心成功发射该国首枚自主研制的运载火箭世界号[57]。
- 香港元朗區宏樂街朗屏8號一座輸電橋因不明原因起火，導致屯門、元朗、天水圍大範圍停電。中華電力對停電致歉，表示事件無人受傷[58]。消防處則是接報到場並派出兩隊煙霧隊以及兩條喉進行射水救火[59][60]。受此影響，香港天水圍地區部分學校次日需要停課[61]。
- 米拉克·克里什托夫分別在2022年世界游泳錦標賽蝶式200米項目創下世界紀錄[62]。
- 一架RED航空的麦克唐纳道格拉斯MD-82在迈阿密国际机场冲出跑道并起火，机上人员全数生还[63]。

## 6月22日
- 阿富汗东部霍斯特省发生Mw5.9级地震，造成上千人死伤。[64]
- 在執政僅過6個月後，保加利亞國民議會表決通過針對總理基里勒·佩特科夫聯合政府的不信任投票[65]。

## 6月23日
- 立陶宛切断俄罗斯对俄罗斯飞地加里宁格勒州的轨道方面补给，其中大部被拦截的货物都是欧盟制裁俄罗斯物品清单中的。俄罗斯正在考虑通过海运补给加里宁格勒州。立陶宛总统表示，因为立陶宛是北约成员国，俄罗斯不太可能对立陶宛为此而发动军事行动。[66][67][68]
- 由於俄羅斯降低北溪天然氣管道供氣，德國政府宣布進入天然氣供應緊急計劃的第二階段[69]。
- 歐洲聯盟高峰會正式同意授予烏克蘭和鄰國摩爾多瓦擁有加入歐洲聯盟的候選國資格[70]。

## 6月24日
- 美国最高法院在多布斯诉杰克逊妇女健康组织案判决中裁定妇女堕胎权不受美国宪法保护[71]。

## 6月25日
- 法語系西非國家加彭和多哥正式加入大英國協，是自2008年盧安達加入改組織以來首批新成員國[72]。
- 孟加拉橫跨博多河、連結沙里亞德布爾縣和馬達里布爾縣的帕德瑪橋正式通車，此為南亞最長的橋梁[73]。
- 挪威奥斯陆进行LGBT骄傲活动期间发生大规模枪击事件，造成2人死亡，21人受伤。[74][75]
- 普京决定“西扩”向白俄罗斯部署核导弹，并在白俄建立拥有核武器的空军基地，以回应2021年卢卡申科“让白俄罗斯拥有核武器”这一问题。[76]
- 美国总统拜登签署管控枪支的《两党更安全社区法》。[77]
- 美國跨欄運動員悉妮·麥克勞克林在400公尺跨欄比賽中創下51秒41的成績，打破世界紀錄[78]。
- 1944年在萨马岛海战中沉没的美国塞缪尔·B·罗伯茨号护航驱逐舰在菲律宾海6895米深的海床上被发现，成为目前已发现最深的沉船。[79]

## 6月26日
- 第48屆七大工業國組織會議在德國巴伐利亚加米施-帕滕基兴县艾茂山莊舉行。[80]

## 6月27日
- 美国国铁西南酋長號列車在密苏里州门敦脱轨，50名乘客受伤。[81]
- 美国德克萨斯州圣安东尼奥拉克兰空军基地附近的一辆卡车出现至少46具非法移民遗体。[82]
- 乌克兰波尔塔瓦州克雷门楚克一座Amstor（英语：Amstor）购物中心遭遇俄罗斯军队发射的导弹袭击，至少造成18人死亡、56人受伤。乌克兰总统泽连斯基表示事发后商场内有数千人。[83]
- 約旦南部亞喀巴港口因為氯氣儲槽意外掉落發生洩漏事故，造成14人死亡和超過265人受傷[84]。

## 6月28日
- 北約於西班牙馬德里舉行峰會。[85]
- 法國國民議會選舉執政黨「共和國前進！」籍議員出任議長，也是法國歷史上首位女性議長[86]。

## 6月29日
- 叙利亚宣布承认乌克兰东部分裂地区顿涅茨克和卢甘斯克为正式国家，引发乌克兰与叙利亚断交。[87]
- 美國紐約東區聯邦地區法院裁定著名节奏蓝调歌手性侵婦女等罪名成立，判處30年有期徒刑[88]。
- 法國巴黎司法宮特別法庭針對2015年巴黎的恐怖襲擊案參與者做出判決，20名被告均被判有罪[89]。

## 6月30日
- 中共中央總書記習近平下午乘高鐵抵達香港，預備出席7月1日舉行的慶祝香港回歸祖國25周年大會暨第六屆特區政府就職典禮，並視察香港。[90]自新冠疫情2020年1月爆發後，習近平就沒有離開中國大陸外訪，這次親身到香港視察引起各方注意。[91]
- 以色列議會議員因執政聯盟垮臺而解散議會，並由外交部部長亞伊爾·拉皮德擔任看守總理[92]。
- 前菲律賓獨裁者费迪南德·马科斯的兒子小马科斯在國家博物館宣誓就任總統[93]。